# 屯門公路

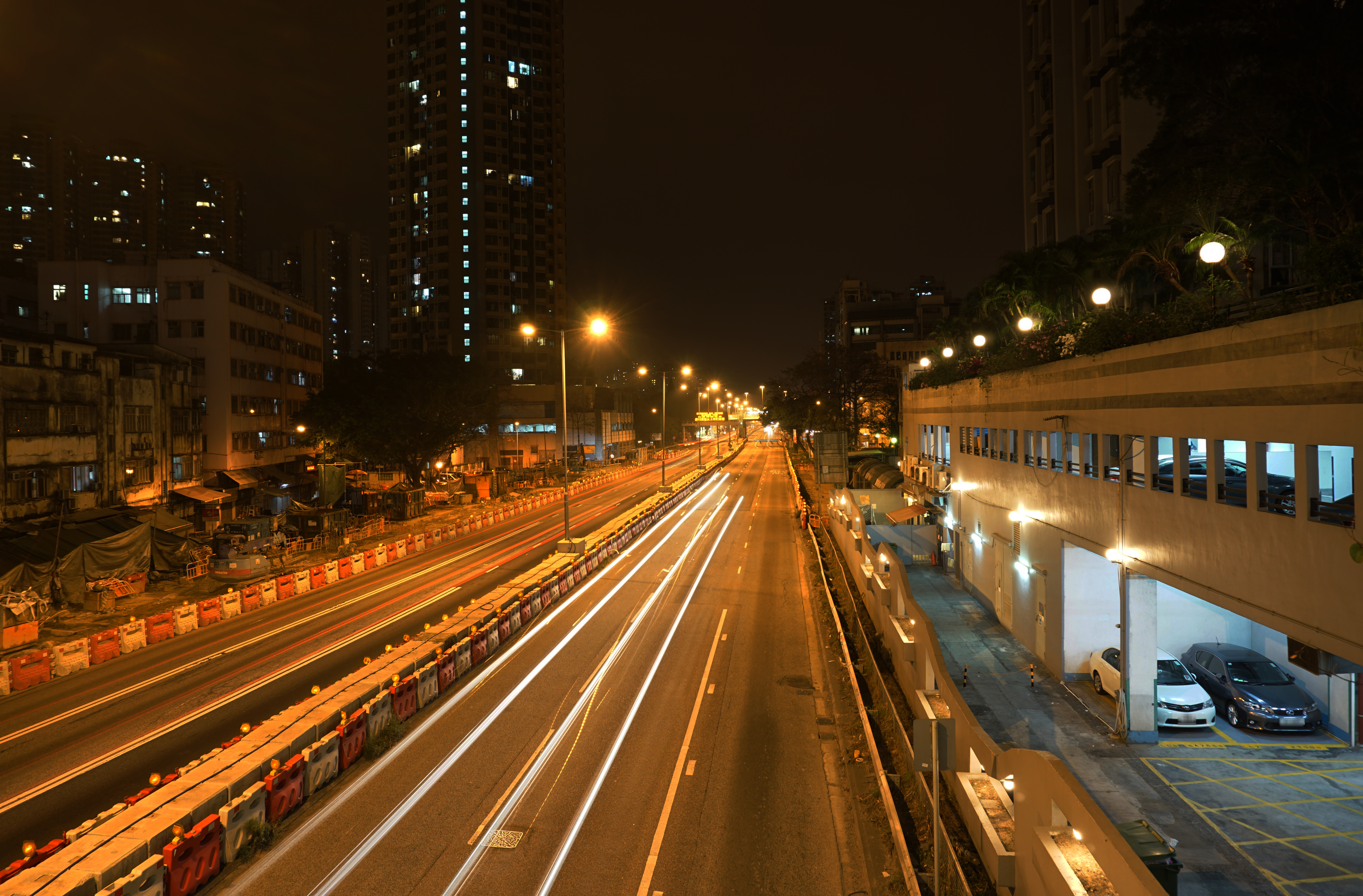
屯門公路近錦興大廈

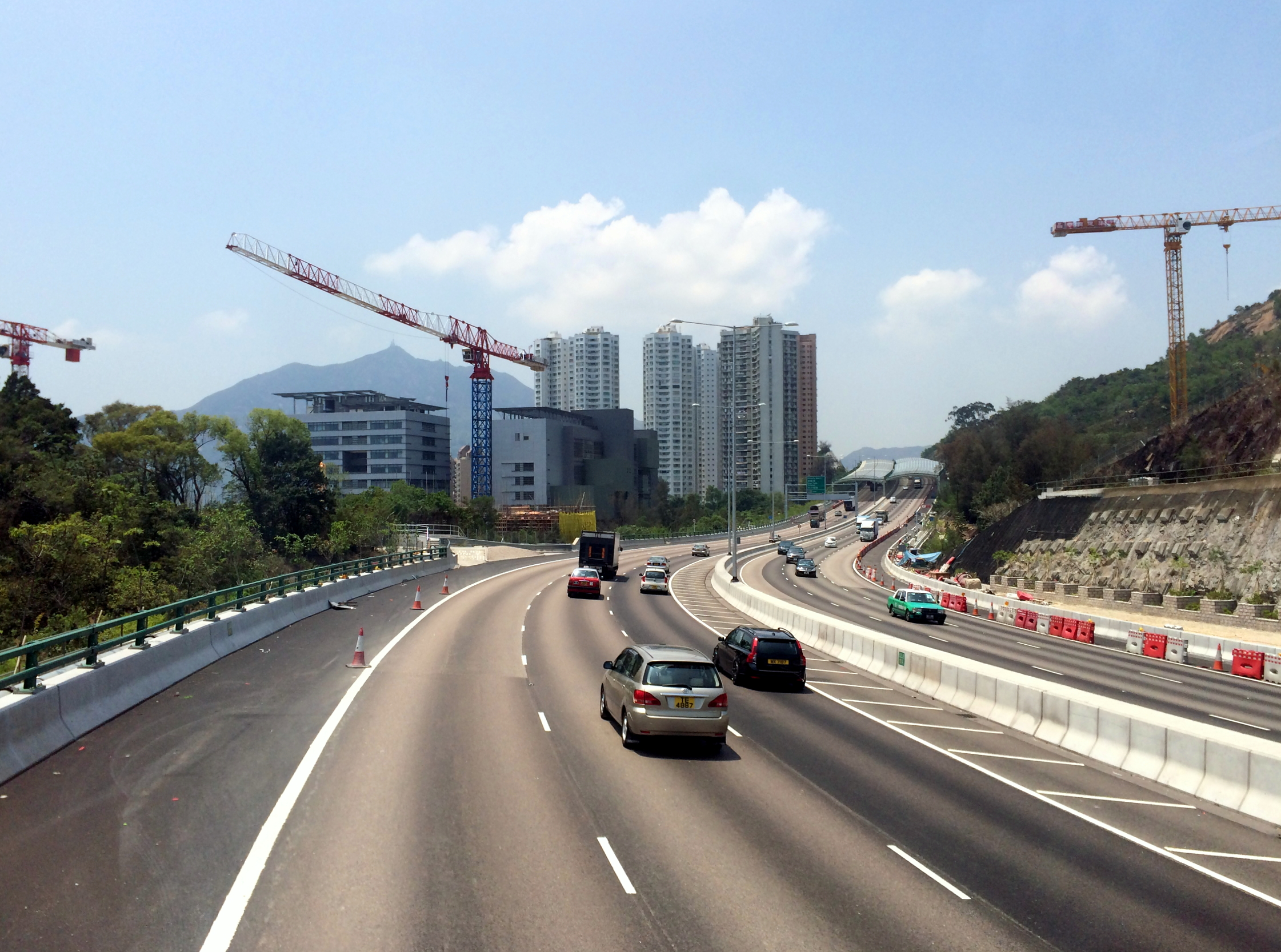
屯門公路三聖段

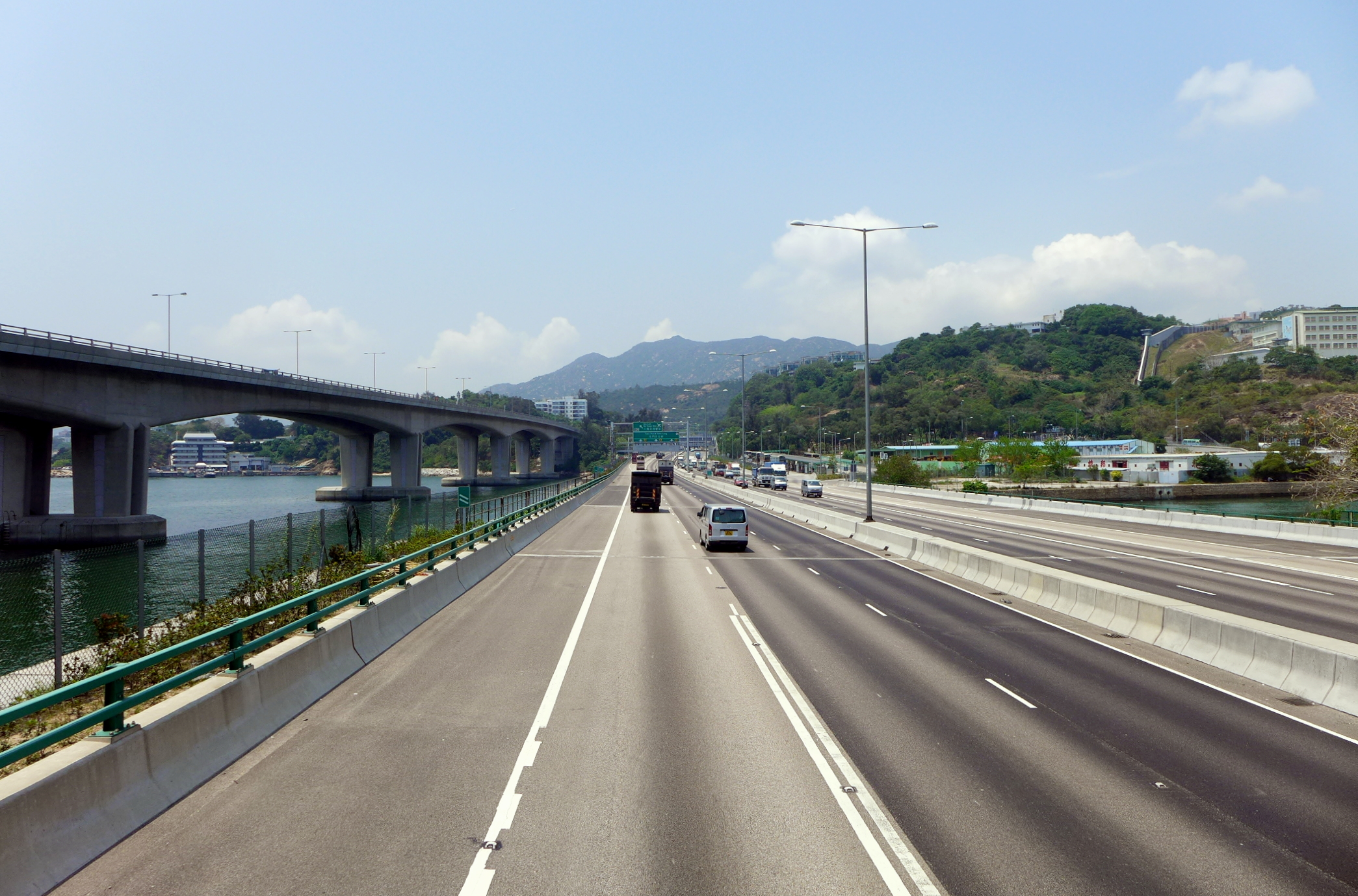
屯門公路大欖段

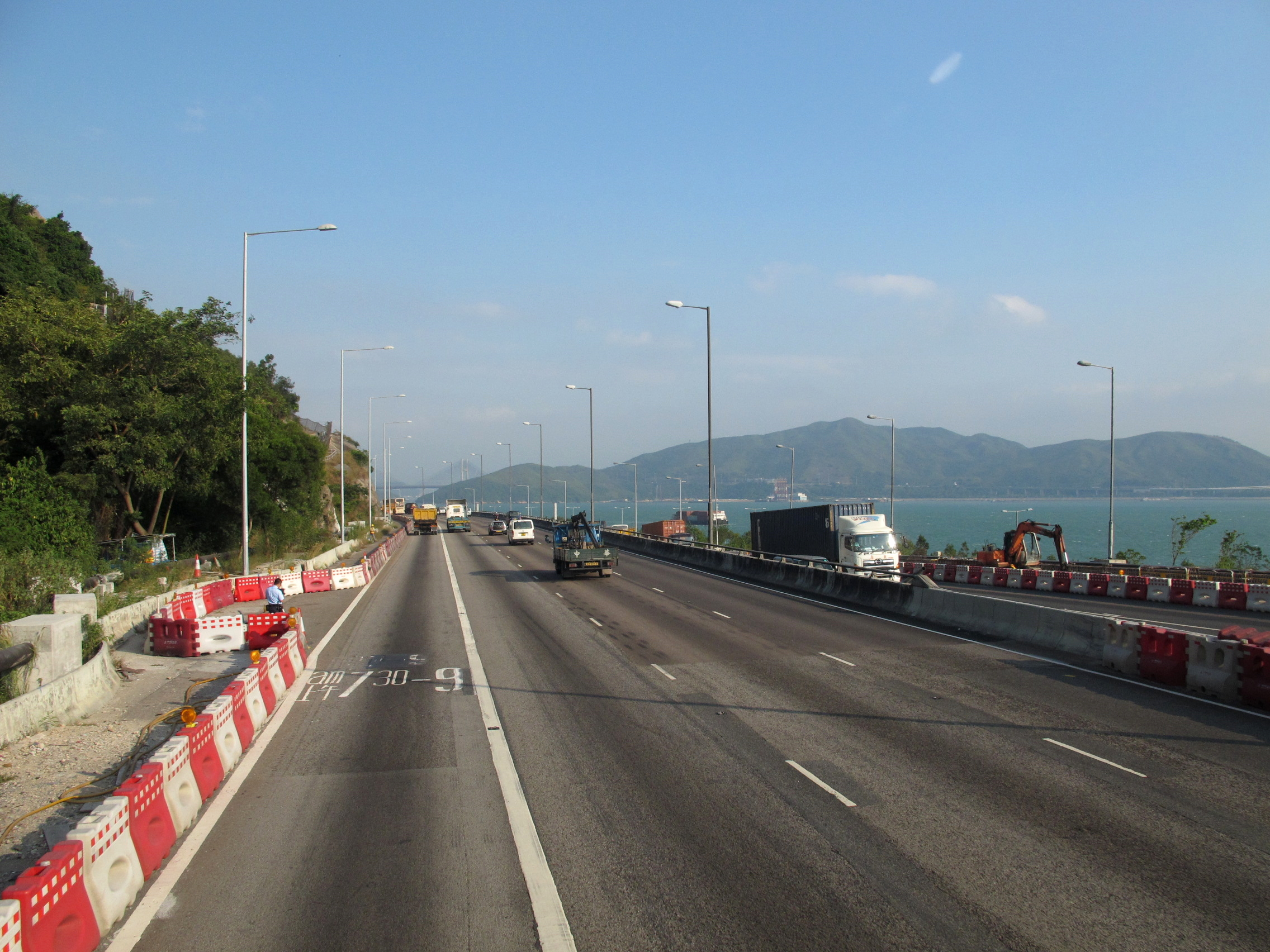
屯門公路青龍頭段

屯門公路（英語：Tuen Mun Road），第一期於1978年通車，為香港第一條快速公路，全部完工後全長19.3公里，長度是香港第三長的道路（以幹線路標計），該公路大致採西北及東南向走線，連接屯門藍地及荃灣柴灣角，是組成香港9號幹線（新界環迴公路）的最長路段。屯門公路重建及改善工程於2015年12月完工，現時沿途大部份為3線雙程分隔公路。

## 概要
現時的屯門公路北端連接元朗公路，穿過屯門新市鎮，然後依三聖邨附近的山坡東行到達荃灣，最後於荃灣柴灣角與荃灣路及青山公路荃灣段連接。除屯門市中心至虎地一段外（皇珠路以北），其餘路段均為快速公路區域。
修建該路對工程人員來說是個考驗，因為需要沿著彎曲的海岸線而建，而岸邊只有少量平地，其餘多為斜坡，沿途需挖開大量山坡及建造不少路堤、橋樑和暗渠。整條屯門公路包括三條較長的行車橋，分別是深井橋、青龍頭橋及舊汀九橋。
屯門公路是來往新界西北及市區的主要幹道之一，而且是免費道路，自通車至今都有不少駕駛人士取道使用。本分段將概括說明不同年代的道路使用情況。

## 歷史
屯門自1973年發展成新市鎮後，由於交通嚴重不便（對外交通只依靠青山公路和每天只開一班的渡輪），香港政府便宣佈興建一條連接屯門及荃灣的快速公路。香港政府終於在1974年6月10日批准耗資2億2千多萬港元（後因擴建而增至5億港元）興建全港首條限制進入的快速公路──屯門公路，同年10月1日正式動工。四年後，即在1978年5月5日，屯門公路第一期（即現時往荃灣方向三線）通車，由時任港督麥理浩主持通車儀式，翌日上午十時對外開放。初建設時全長17公里，來回共三線（雙線往荃灣和單線往屯門），每條行車線闊度為3.3米，不設分隔島和路肩。速限為40英里/每小時（約為64.3公里/每小時)。在1983年5月17日下午，屯門公路第二期亦正式通車，提供來回各三條行車線。後來因接駁工程及減少削填斜坡等，使現時總長度（以9號幹線的路標計）達19.3公里。

### 啟用至1990年代
香港政府發展屯門新市鎮最初的概念是讓區內居民自給自足，減低對外的交通網絡負荷。可是隨著通勤模式的變化，使區內居民需在外區上班；加上在上世紀九十年代工業北移，直接使屯門公路車流增多。同時在汀九橋及大欖隧道未建成之前，屯門公路需同時應付往來元朗、天水圍及九龍和港島區車流量，車流早於1989至1990年度逐漸飽和。當年在繁忙時間，每小時汽車流量曾最高達4,500架次，超過飽和點1,000架次。據港台節目《鏗鏘集》記載，以60M線巴士為例，當時早上繁忙時間由屯門市中心至荃灣地鐵站的單程行車時間，一般可達50-60分鐘，比編定時間40分鐘為長。直至大欖隧道及汀九橋通車，這個情況才略為改善，2003年12月九廣西鐵通車進一步改善屯門公路擠塞問題。唯2007年7月深港西部通道通車及大欖隧道多次加價，令屯門公路車流再度回升。

### 第一次改善工程
由於屯門公路因起伏不斷、彎多而易生意外，香港政府遂於1994年起展開第一次改善工程。其改善工程主要是在往荃灣方向的三聖墟、掃管笏、大欖及汀九之上斜坡路段，增設第四條爬坡車道。同時亦在可行地點加設「緊急避車處」，使到車輛在緊急事故時可以駛入有關「避車處」，減少對交通造成的影響。
可是於1995年夏天大欖段改善工程進行期間，往九龍方向發生了塌石意外，擊斃一名正在駕駛輕型貨車路經上述路段的司機。當時香港政府為安全起見，即時決定封閉屯門公路往荃灣方向全線，以進行工程保證行車安全。由於當時新界區居民除屯門公路外，只可經元朗公路、新田公路及其他輔助道路（如：青山公路、錦田公路、荃錦公路、林錦公路、粉錦公路等）進出市區，導致整個新界區交通癱瘓，將一直積存多年的屯門區以至新界西北區的對外交通問題爆發出來。
由於屯門公路在當年乃新界西出市區的主要通道，封路對新界西居民出入影響很大，有些居民上午9時在市區上班，凌晨5時便要起床和出門，苦不堪言。同時屯門公路封閉多天，屯門公路大欖段擴闊工程大幅延遲，居民出入市區因封路而苦不堪言，要求儘早建鐵路，促成九廣西鐵（今港鐵屯馬綫）早日興建。此外為分隔前往邊境、元朗、天水圍和屯門市區之車輛，新鴻基地產附屬公司提早於3月興建大欖隧道以解決本公路、大老山隧道及青山公路擠塞情況。

### 重啟大欖段改善工程
事後運輸署在同年9月1日，重開小欖段至深井段的屯門公路往屯門方向，唯來回只改為各一線行車，而且往荃灣方向亦於全日大部份時間只限巴士使用。整條屯門公路在該年中秋節重新開放行車。而原先向山坡一邊削坡，用作興建第四行車線的大欖段改善工程，亦告無限期暫停。直至2000年左右，該路段改善工程重啟，唯獨是改為在東行方向加建第四行車線，同時增設路肩，以及在擴闊工程完成後該段山坡亦加設了防止岩石下墮之設施，根治天然斜坡所帶來的安全問題。

### 2000年代
踏入二十一世紀，雖然大欖隧道和汀九橋及九廣西鐵先後在1998及2003年間相繼通車，曾經稍為減低屯門公路交通負荷。唯大欖隧道自2005年起多次加價（平均大約每1-2年加價一次，2021-2023年更連續3年加價），新市鎮繼續發展及2007年7月深港西部通道落成，令部份元朗及天水圍不介意浪費時間的市民改用不收費的屯門公路及屯門西北的車流上升，令沿線整體交通負荷回升，導致屯門公路繁忙局面未能改善。2020年底，屯門至赤鱲角連接路全線落成，屯門往返香港國際機場時間將大為缩短，可是新型冠狀病毒疫情影響由2020年1月下旬起影響香港，2020年1月30日至2020年2月4日及2020年3月19日至2020年3月25日分別關閉大部份出入境口岸及限制非本地居民入境及入境人士抵港後需要進行檢疫（只開放香港國際機場，港珠澳大橋及深圳灣口岸），令經機場出入境人流及車流大幅減少，分流作用不大，隨著各項入境檢疫措施於2022年9月26日起逐步取消及各出入境口岸於2023年初重新開放，出入境人數回升後，分流作用漸見起色，但要令有關局面明顯改善，相信要到2025年5月底，大欖隧道專營權屆滿後才會實現。而在2003年發生的屯門公路雙層巴士墮坡事故，使屯門公路的安全和繁忙情況再度引起社會人士關注。
2004年至2013年十年期間，根據運輸署調查所得，屯門公路最繁忙的路段為新墟段及深井段（深井交匯處至青朗公路入口），平均週日行車量約為100,000架次。

### 全面改善及重建工程

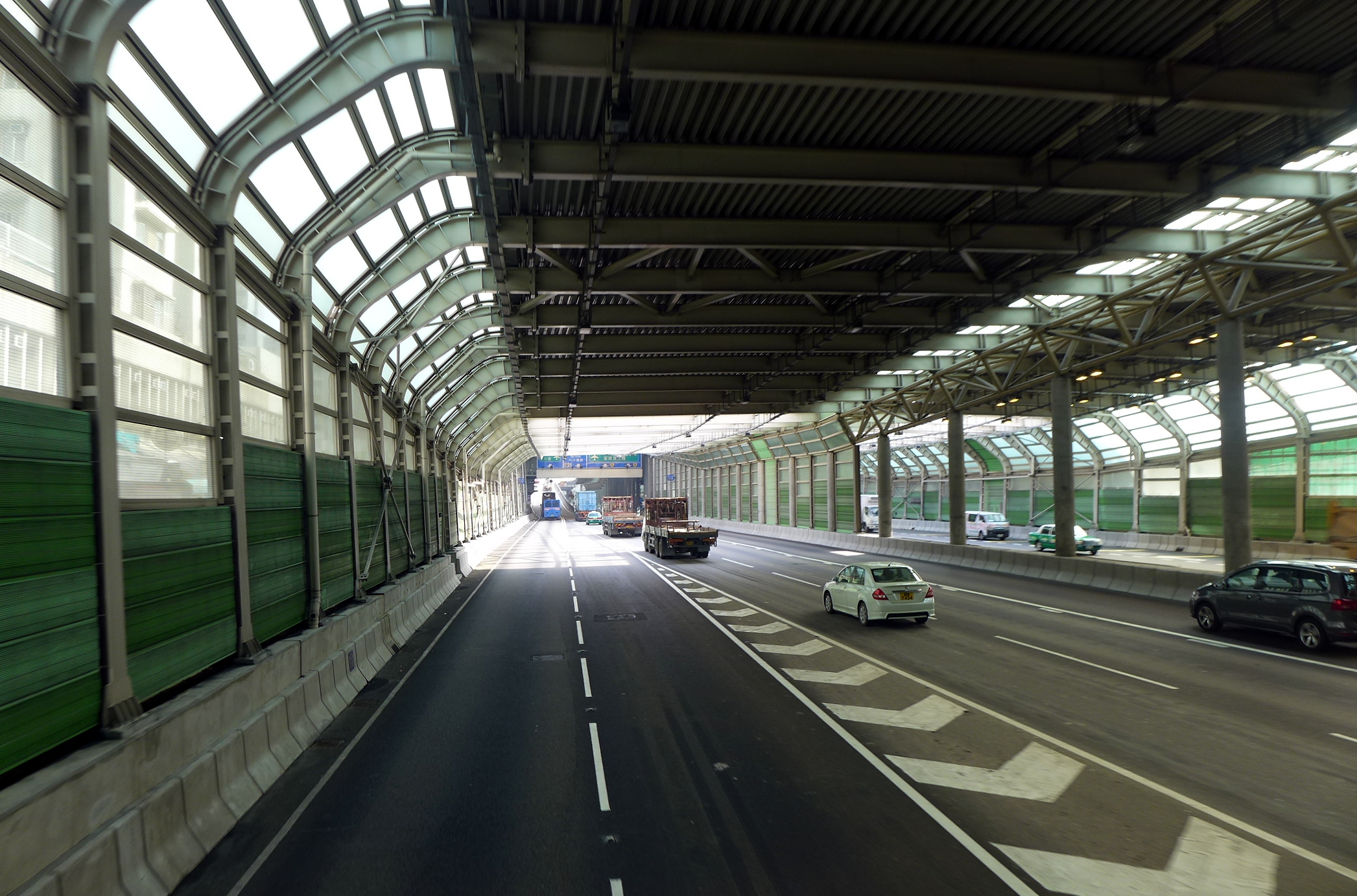
屯門公路屯門段於2013年完成裝設密閉式隔音罩

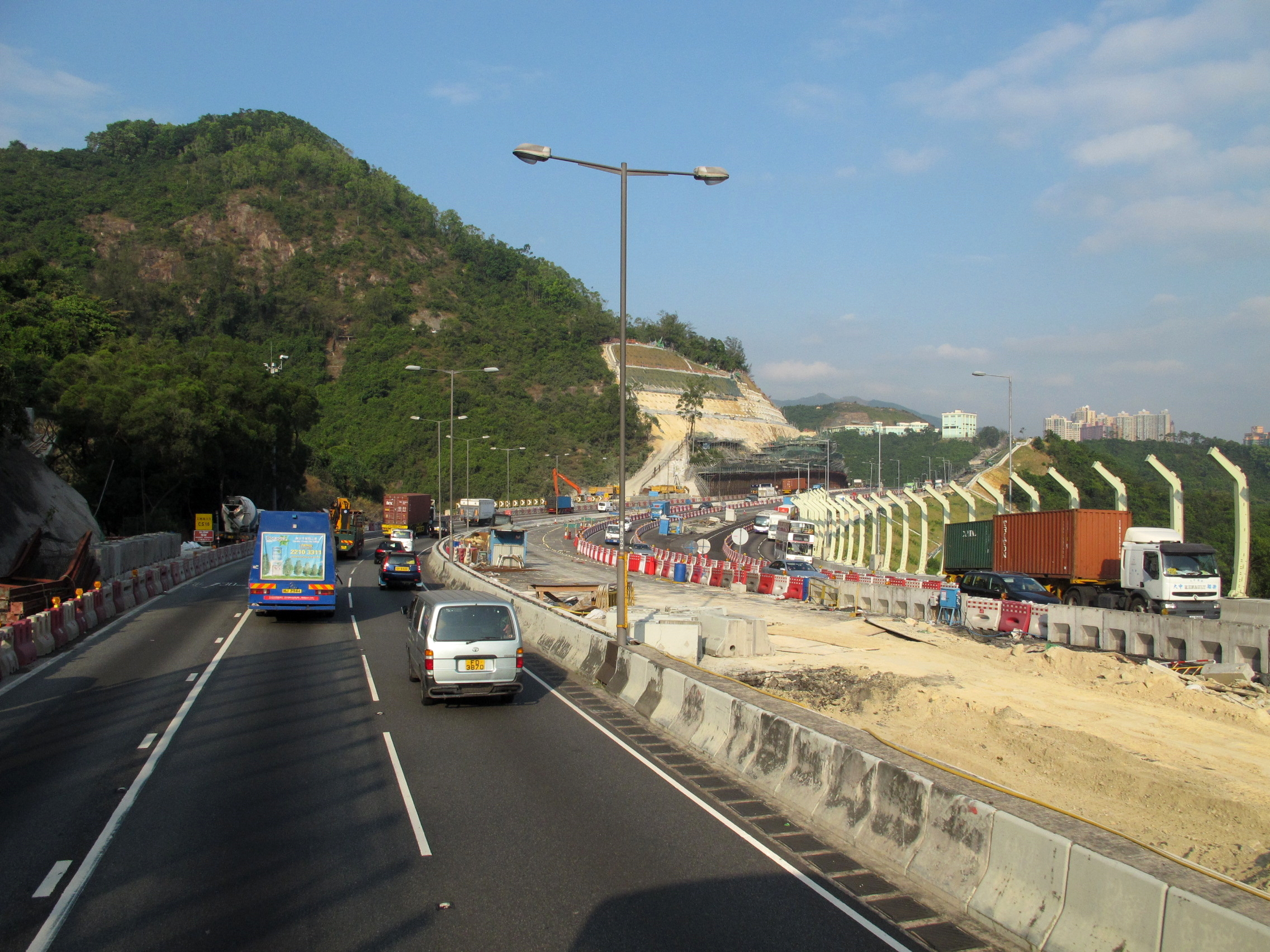
屯門公路於2012年至2015年進行重建及改善工程，包括擴闊道路及加設隔音屏（2012年）

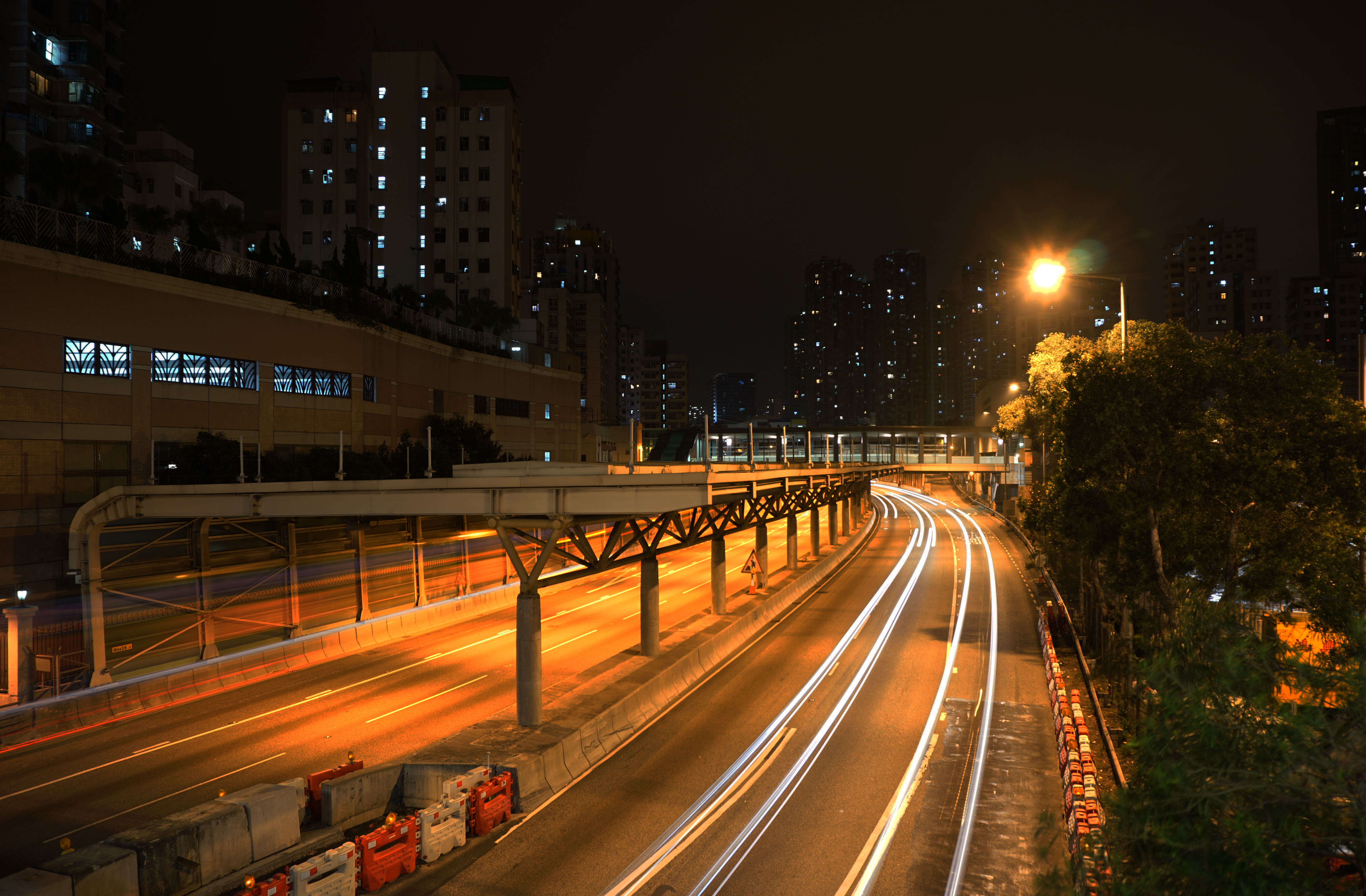
屯門公路近新墟街市的隔音屏

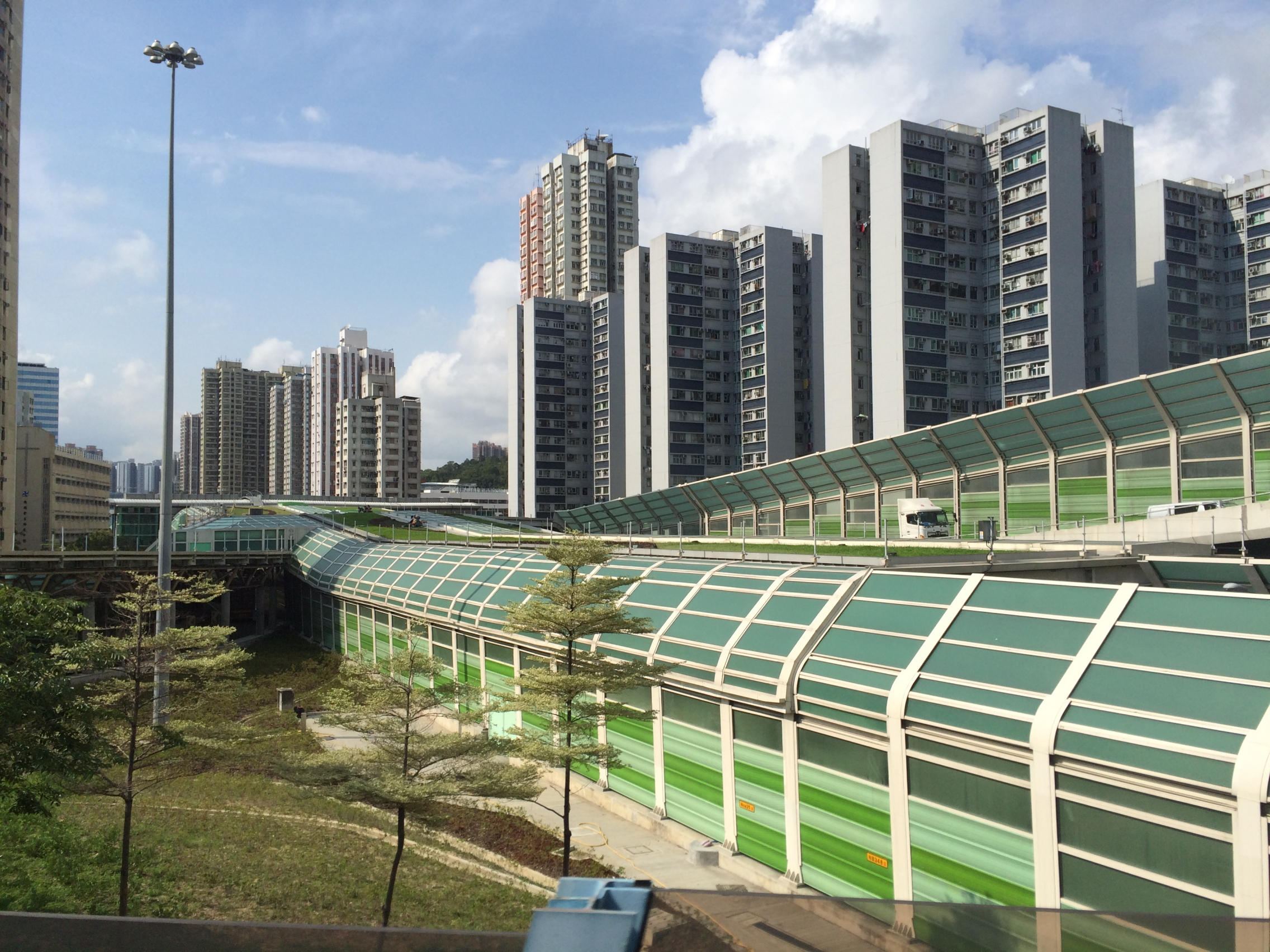
置樂花園旁的屯門公路現已裝設隔音屏

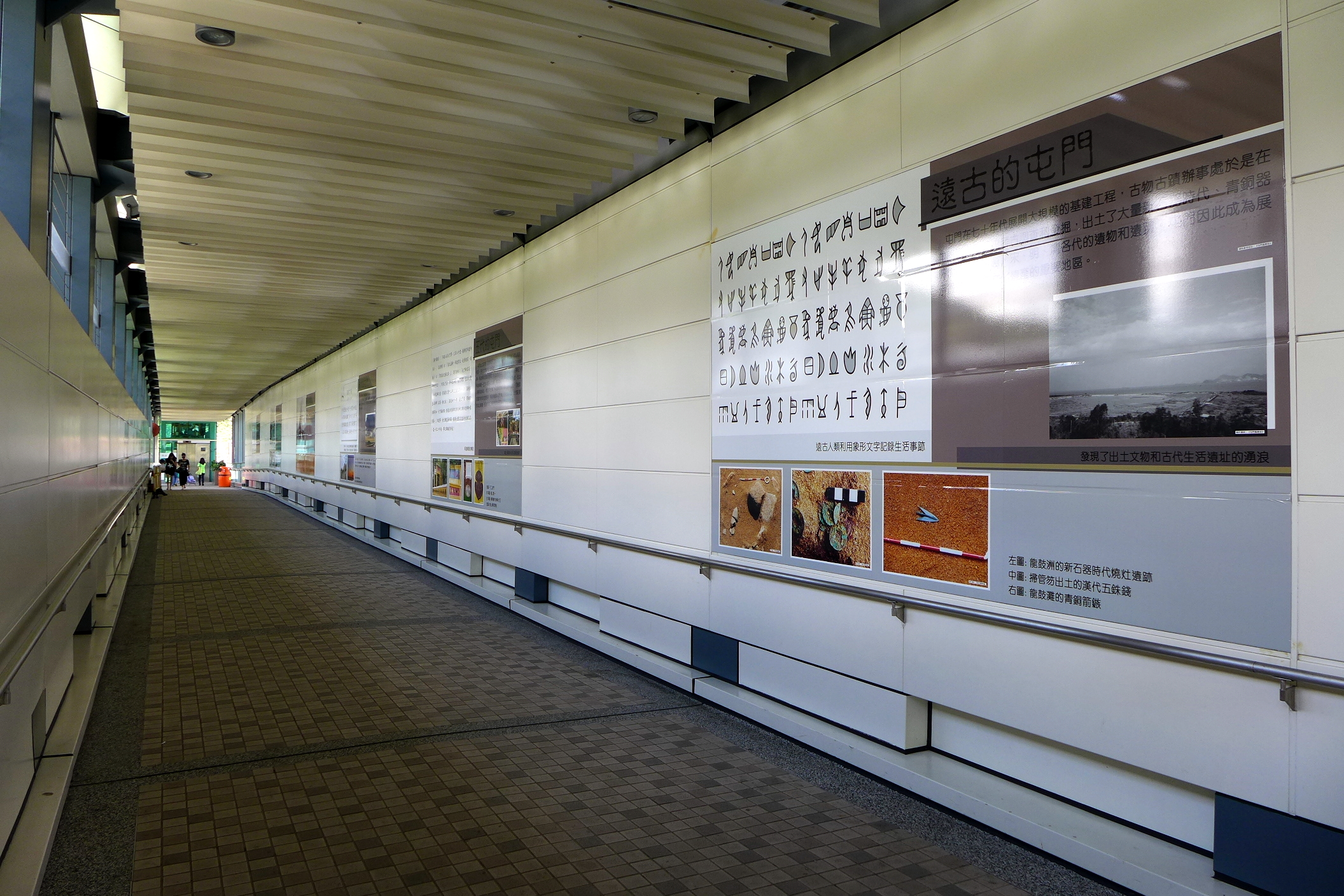
屯門公路屯門段上的行人天橋重建後採用密封設計，外牆展示屯門歷史

在2003年的嚴重意外發生後，政府成立「屯門公路交通事故獨立專家小組」調查屯門公路的安全性，於同年12月5日發表的報告指出屯門公路有些地方未達現行標準，但基本上該道路是安全的，出事地點設計並無不妥。專家小組的報告內指出，基於70年代設計、1983年落成的屯門公路很多地方未能達到2013年的道路安全標準，包括部份路段的最高坡度高出近一倍、彎位過急、行車線寬度較標準窄、路肩只得1.5米等。
同時亦因封路維修頻繁及維修費用昂貴，經過多番討論及研究，港府決定撥款46億港元於2008年5月起全面重建屯門公路，以改善「道路安全」標準及配合深港西部通道落成而產生的交通流量。擴闊屯門公路工程（青田交匯處附近，2線雙程改為3線雙程）於2008年2月15日開始招標，2008年5月動工，已經完成。除青田交匯處外，屯門市中心段亦同時擴建為來回各三線行車，並於置樂花園對出加設輔助行車天橋，方便自屯興路駛入屯門公路的駕駛者安全地往荃灣九龍方向行駛，此工程已於2014年年初分階段完成。至於餘下由屯門至荃灣13.4公里長的路段，改善工程已於2015年12月完成。
根據路政署的資料，屯門公路重建及改善工程主要的工程項目包括：
- 重建荃灣與三聖墟之間一段長約13.4公里的屯門公路地面路段，以及重鋪構築物上長約2.1公里的路面；
- 改善屯門公路的道路設計，使其盡可能符合現時快速公路的標準，包括擴闊行車道、設置3.65米闊的路肩、改善視線、斜度、路面曲度及彎面傾斜度等；
- 修改公路構築物，包括高架路、行車橋、箱型暗渠、高架橋下通道、行人天橋、隧道、拆卸及重新興建行人天橋；
- 改善路旁斜坡及提升交通管制監察系統；
- 興建隔音屏障、半密閉式隔音罩，進行環境美化、環境保護、渠務、道路照明、水務及輔助交通設備。

由於收地問題，根據文件，屯門公路重建及改善工程最終只採納三線加路肩方案而並非加設第四線；未能改善路段亦包括現有的深井橋，以及近小欖交匯處的一小部份路段。至於在1994-2000年期間進行過第一次改善工程的路段，除大欖段只作重鋪路面外而沒有改動，其餘路段則被同時安排重建。

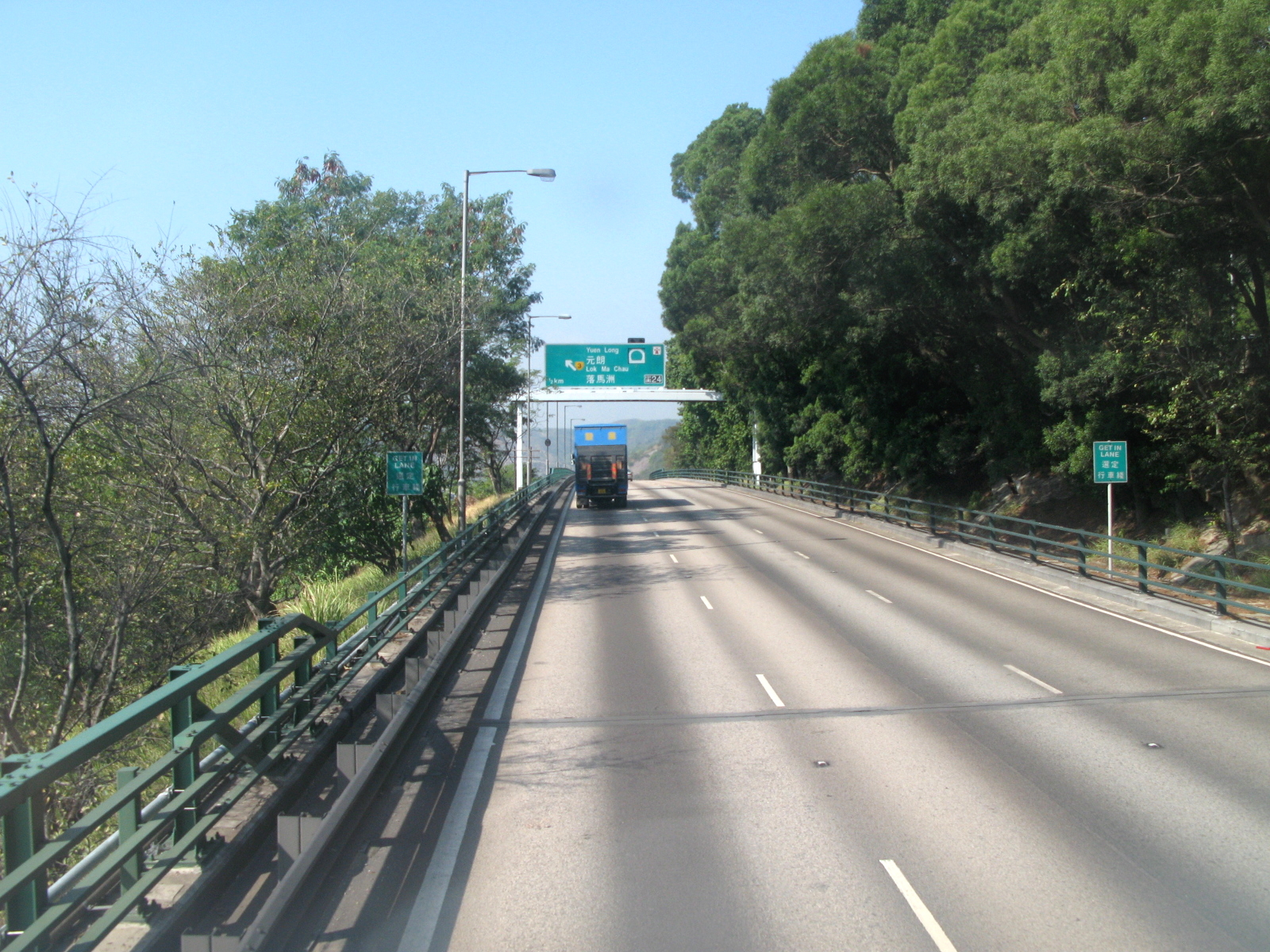
重建前的荃灣段（2007年）
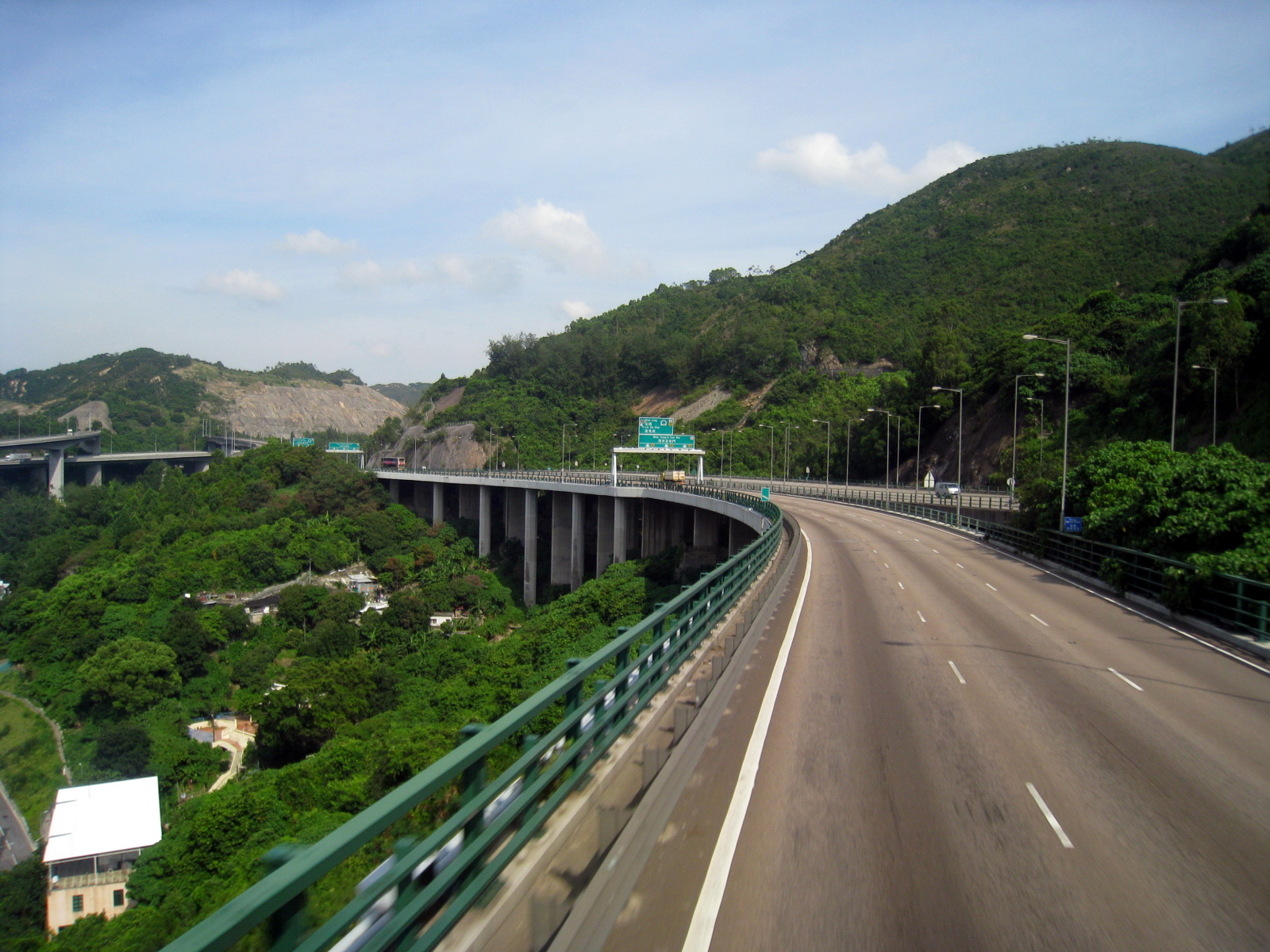
重建前的汀九段（2008年）
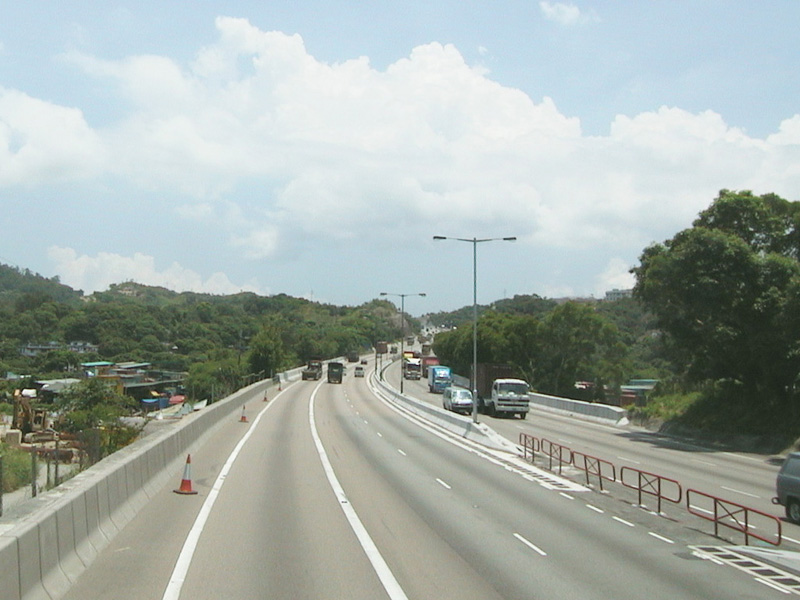
屯門公路近掃管笏（2005年）
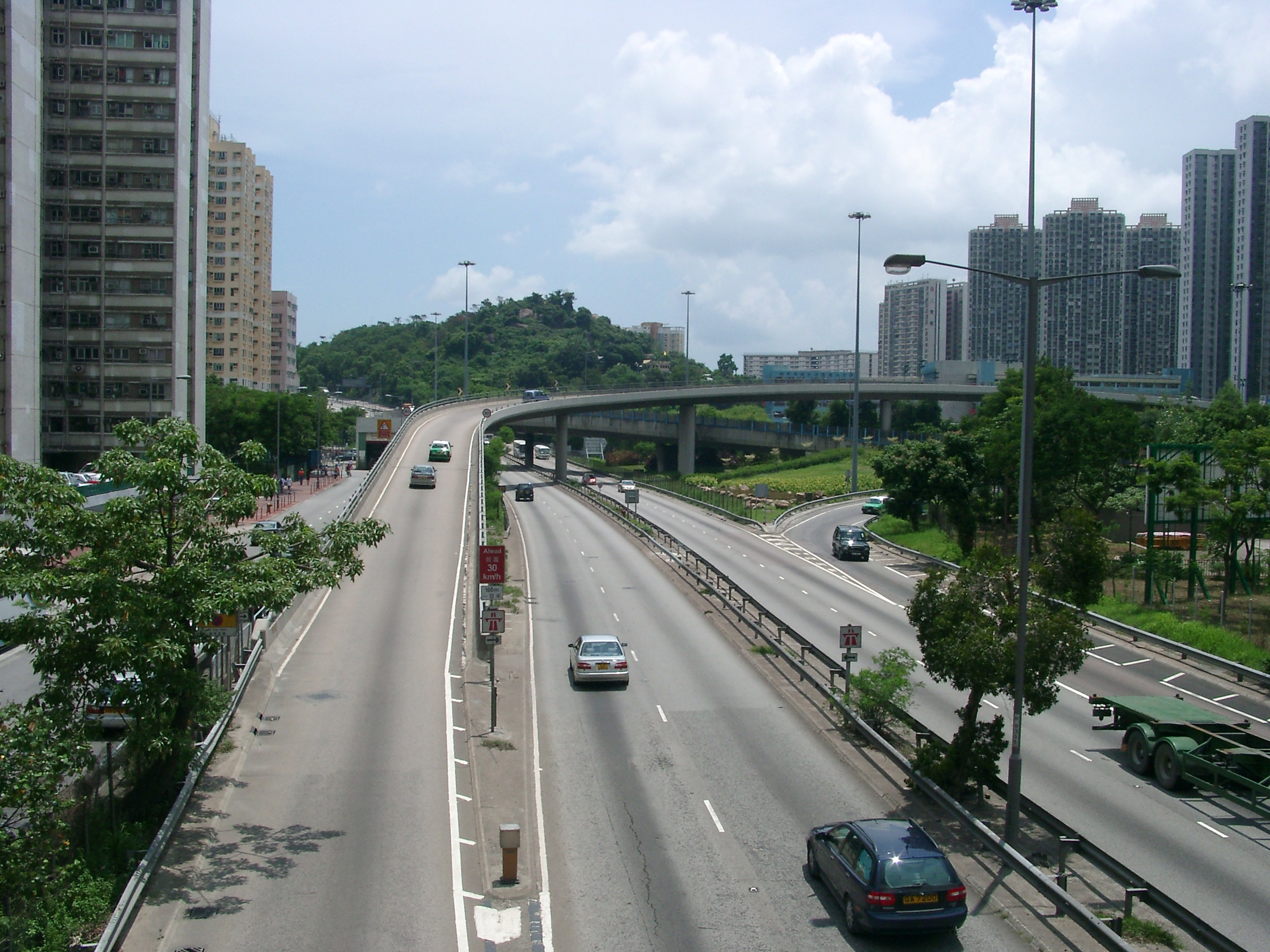
重建前的屯門段（2006年）

### 臨時車速限制
屯門公路車速限制有三段：屯門市中心及深井至荃灣為每小時70公里、三聖墟至深井每小時80公里，但受改善工程影響，一度收緊車速限制。2012年上半年開始，深井至三聖墟的車速限制收緊至每小時70公里；汀九至荃灣的路段更收緊至每小時50公里，成為限速最嚴格的快速公路，此限速更是一般道路的限制。汀九至深井維持每小時70公里。此項安排預計實行至2014年年底。隨著改善工程竣工，汀九至荃灣段在2014年10月12日提前恢復原訂每小時70公里的車速限制，比預期早2個月完成；而屯門三聖墟至深井段的車速限制亦於同年12月31日回復為每小時80公里。

### 改善工程完結後狀況
明顯改善路段：
- 汀九橋前往屯門公路屯門方向的合流車道，取消兩線收窄至一線安排，改為兩線。改善完成後，舒緩平日下午繁忙時段汀九橋上的塞車情況。
- 深井交匯處增設下通道及燈號控制、以及延長近深井交匯處往屯門方向減速線，現時已稍為減少車輛從深井交匯處排隊離開屯門公路所造成的交通擠塞。
- 青田交匯處及市中心段行車線增加，擠塞及切線情況已獲明顯改善，尤其以往屯門方向近置樂花園段的合流車道。

未有完全改善的路段：
- 部份坡道較大路段因未能全面改善，中、慢線車流大多較慢。特別是近屯門閣、嘉龍村及前往汀九橋的上坡路段（荃灣方向），以及近油柑頭及浪翠園的上坡路段（屯門方向）。
- 因地理環境所限未能延長加速線，使車輛從深井交匯處及小欖交匯處駛入往屯門方向，仍會較為危險。
- 市中心段近置樂花園前往荃灣方向新增輔助行車天橋，雖然使由屯興路駛進屯門公路的車輛與及由屯門公路前往皇珠路的車輛有效分流，但同時因發生多宗交通意外，該路段限速被大幅降至時速30公里（因此該輔助行車天橋及往皇珠路支路被稱為「30橋」），加上屯門至赤鱲角隧道通車，市中心段及皇珠路車流量急增，繁忙時間往往出現嚴重擠塞。
- 深井交匯處往屯門方向的急彎仍未有改善，因此改善工程完結後仍繼續劃設雙白線，維持不准換線的安排，而車輛入彎前必須選定行車線。
- 往荃灣方向前往汀九橋的合流路段雖然已被重新劃線，但切線情況並沒有改善，甚至比改善工程進行前為差。
- 2013年裝設密閉式隔音罩後光線不足，影響駕駛。當中以市中心段較為嚴重。

### 未來發展
屯門市中心至兆康站之一段隔音屏工程現已完成。
另外，現時規劃中的11號幹線或會在屯門公路青龍頭段設置交匯處。

### 屯門公路巴士轉乘站

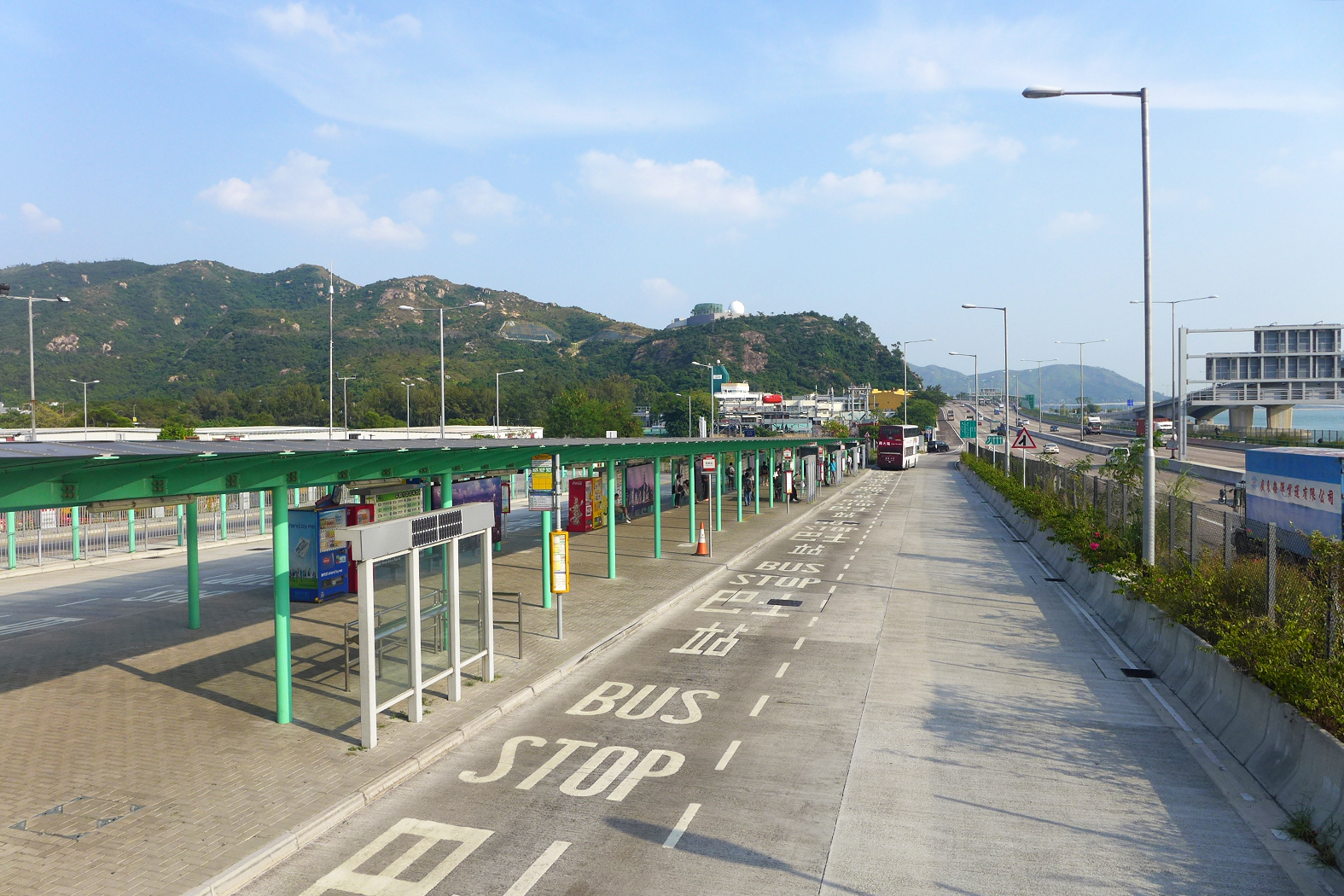
屯門公路及青山公路大欖段之間的屯門公路巴士轉乘站

在進行改善工程同時，政府在屯門公路及青山公路大欖段之間興建大型巴士轉乘站，方便屯門區居民轉乘巴士路線前往各區。工程包括在大欖角迴旋處附近興建往屯門方向巴士轉乘站；而在小欖交匯處附近則會興建往九龍方向巴士轉乘站。整項工程於2010年7月15日動工，往九龍方向轉車站率先於2012年12月26日啟用；而往屯門方向轉車站則於2013年7月27日啟用。

## 意外

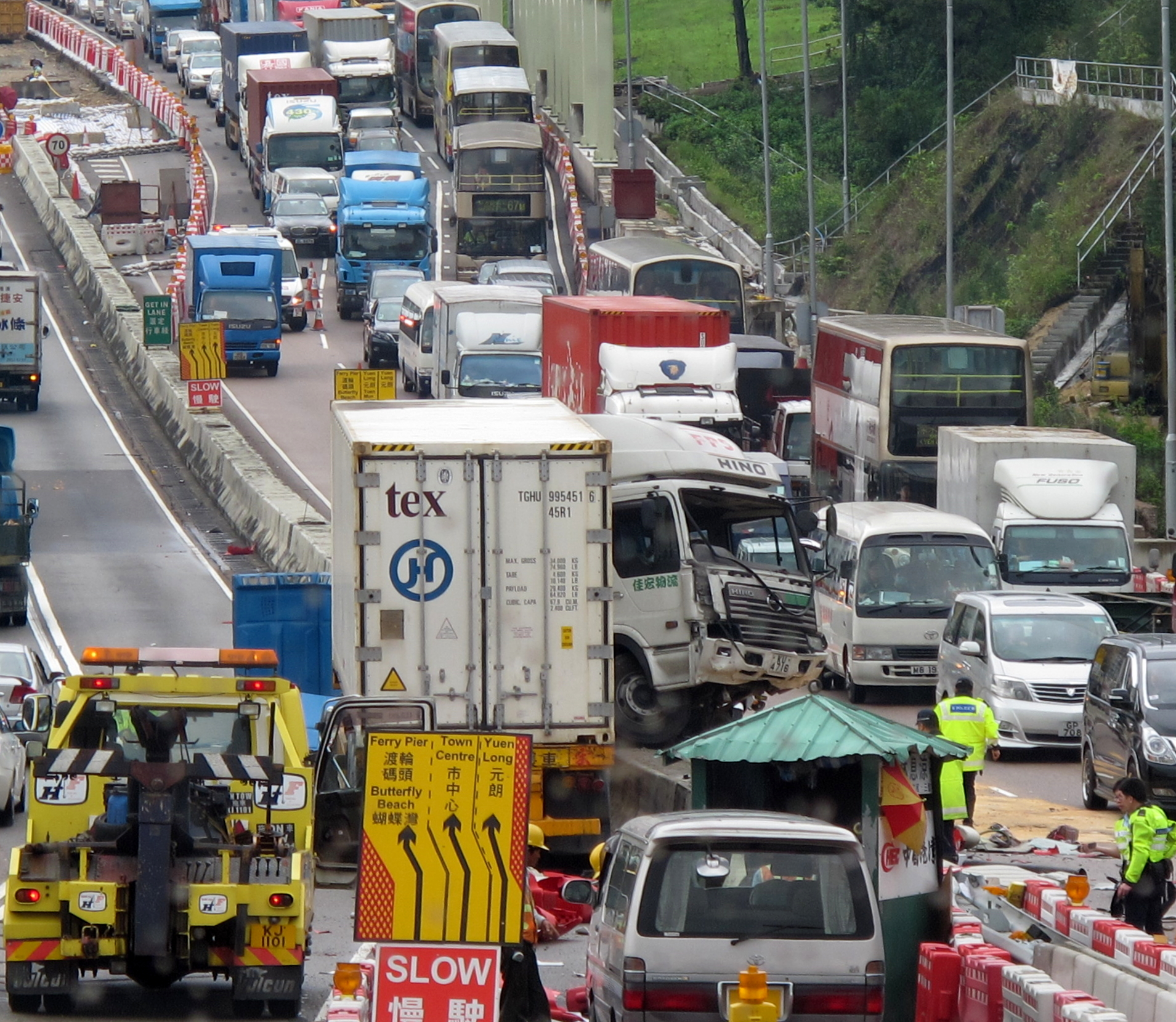
屯門公路由於彎多路斜，經常發生車禍，繼而引起嚴重擠塞，特別是進行改善工程期間

屯門公路由於彎多路斜，故通車以來曾發生多宗車禍和嚴重事故。
- 1981年8月23日晚上，一輛救護車在深井段撞毀中央的防撞欄後，越過反方向行車線，與一輛往大興邨的66M線九巴勝利二型雙層巴士相撞，兩車相撞後發生猛烈爆炸，造成4死29傷。救護車上唯一生還者，乃一名被拋出車外，被一名女外籍遊客救出的救護員。該深井段其後立了「喃嘸阿彌陀佛」石碑。
- 1982年11月14日，一天內發生三宗車禍，共導致4死逾100人受傷。其中晚上一輛往屯門安定邨和剛投入服務不久的九巴60M線勝利二型雙層巴士，在嘉龍村附近撞向右邊山坡後，全車在地上翻滾兩圈，繼而向左翻側並滑行數十米後，至一道斜坡前才停下，1死109傷。
- 1995年8月18日，在屯門公路小欖段往荃灣方向，一塊巨石突然從山上擴闊工程工地滾下，擊中一輛小型客貨車，司機死亡。政府方面隨即將屯門公路往荃灣方向全面封閉，直至同年的中秋節前解封，詳情可見上文。
- 2003年7月10日，約早上6時半，九巴一輛載有40名乘客的265M線雙層巴士，在駛至屯門公路近往大欖隧道的支路時，沿中線行駛的貨櫃車突然切線並失控，將巴士逼向天橋欄杆，巴士撞斷欄杆並衝出橋面，急墮數十米下的汀九村山坡，釀成21死20傷的慘劇，是香港歷史上最多人死亡的陸上交通事故。可參閱屯門公路雙層巴士墮坡事故。
- 2013年11月30日，早上約7時半至上午10時，屯門公路往屯門方向近油柑頭，連接兩段高架路面的駁口螺絲釘凸起，逾50輛駛經上址的車輛輪胎被刺爆，當中包括32輛九巴。運輸署接報後封閉慢線及中線作緊急維修；受事件影響，屯門公路西行交通一度嚴重受阻，另有40班九巴路線班次無法開出。

## 非法賽車情況
屯門公路亦是非法賽車的熱門場地之一。警方曾經紀錄過有幾名非法賽車手駕駛車輛以160公里的時速逆線行車。有線電視在2013年8月19日《新聞刺針》報道屯門公路改善工程下，路旁11部超速駕駛攝影機有10部被拆走，只餘小欖附近一帶的1部，結果不斷改道的屯門公路反而成為司機「飆車」（超速駕駛）之地，除了非法賽車仍時有發生之外，連一般私家車司機、的士司機也加入「飆車」節省行車時間，令屯門公路交通意外個案暴增。

## 巴士專線
屯門公路的巴士專線是本港最具規模的巴士專線，於1995年3月25日設立，目的是希望市民改乘巴士前往香港國際機場、葵涌、荃灣、九龍及港島區，減輕屯門公路的塞車問題及提升巴士營運效率。此專線由掃管笏至深井一段的東行行車線設有繁忙時間巴士專線，由星期一至六早上7時半至上午9時正只准許巴士使用最左線（慢線）。因此配合專線運作，該時段內所有車輛（巴士及緊急車輛除外）不准經出口22至23進入青山公路，同時由青山公路掃管笏至大欖一段往荃灣方向的車輛（巴士及緊急車輛除外）亦不准駛入屯門公路往荃灣方向。

## 出口
| 屯門公路                                                                              | 屯門公路 | 屯門公路                                                                              |
| ------------------------------------------------------------------------------------- | -------- | ------------------------------------------------------------------------------------- |
| A 行車方向（順時針）                                                                  | 出口編號 | B 行車方向（逆時針）                                                                  |
| 連接藍地交匯處/元朗公路                                                               |          |                                                                                       |
| 屯門公路終點                                                                          |          | 屯門公路起點                                                                          |
| 藍地、嶺南大學、虎地、屯門（西） 藍地交匯處、青山公路－藍地段、青山公路－嶺南段       | 17       | 出口設於元朗公路                                                                      |
| 大興、屯門（西） 青田路                                                               | 18       | 大興、屯門（西） 青田路                                                               |
| 屯門市中心 新德街、新和里、屯門鄉事會路                                               | 19       | 屯門市中心 杯渡路、青山公路－青山灣段                                                 |
| 屯門市中心 屯喜路                                                                     | 20       | 屯門市中心 屯發路、青山公路－青山灣段                                                 |
| 屯門新墟 屯興路、青山公路－青山灣段、屯門鄉事會路                                     | 20A      | 不適用                                                                                |
| 蝴蝶灣、屯門（西）、內河碼頭、龍鼓灘、機場、東涌、珠海、澳門 皇珠路、龍富路、屯赤隧道 | 21       | 蝴蝶灣、屯門（西）、內河碼頭、龍鼓灘、機場、東涌、珠海、澳門 皇珠路、龍富路、屯赤隧道 |
| 小欖、掃管笏、黃金海岸、大欖涌 青山公路－大欖段、青山公路－新大欖段                   | 22       | 小欖、掃管笏、黃金海岸、大欖涌 青山公路－大欖段                                       |
| 深井、汀九、青龍頭 青山公路－深井段、青山公路－汀九段                                 | 23       | 深井、汀九、青龍頭 青山公路－深井段、青山公路－汀九段                                 |
| 元朗、八鄉、錦田、落馬洲 青朗公路（大欖隧道）                                         | 24       | 青衣、九龍、大嶼山、機場、迪士尼樂園 青朗公路（汀九橋）                               |
| 不適用                                                                                | 24A      | 青衣、荃灣（中）、九龍 荃灣路                                                         |
| 屯門公路起點                                                                          |          | 屯門公路終點                                                                          |
| 連接青山公路－荃灣段                                                                  |          |                                                                                       |

## 行車數字統計
下表為屯門公路各路段過往十多年的行車數字記錄，有^者為當年的推算數字，有$者則為流量監測要點。所有行車數字以當年該路段平均每日雙向車流，按實際架次為單位。
| 年份 / 路段   | 藍地交匯處至青田交匯處 | 青田交匯處至杯渡路$ | 杯渡路至屯興路（備註7） | 屯興路至皇珠路（備註7） | 屯門入口至小欖交匯處（備註6） | 小欖交匯處至深井交匯處（備註6） | 深井交匯處至青朗公路$（備註6） | 汀九至荃灣入口$（備註5,6） | 小欖交匯處支路 | 屯興路支路 | 皇珠路支路 |
| ------------- | ---------------------- | ------------------- | ----------------------- | ----------------------- | ----------------------------- | ------------------------------- | ------------------------------ | -------------------------- | -------------- | ---------- | ---------- |
| 2002          | 91,400^                | 98,260              | 70,540                  | 99,990                  | 95,000                        | 94,990                          | 104,350                        | 77,040                     | 17,210         | 17,520     | 25,610^    |
| 2003（備註1） | 91,520^                | 98,780              | 69,620                  | 96,830                  | 93,720                        | 95,120^                         | 102,500                        | 75,420                     | 17,340^        | 18,280     | 21,480     |
| 2004          | 92,950                 | 98,630              | 69,480^                 | 96,640^                 | 93,540^                       | 94,930^                         | 101,580                        | 72,480                     | 16,620^        | 18,240^    | 23,910     |
| 2005          | 79,880                 | 96,290              | 67,690^                 | 94,150^                 | 91,130^                       | 92,490^                         | 100,580                        | 70,260                     | 15,570^        | 17,700^    | 23,290^    |
| 2006          | 79,050^                | 95,120              | 66,980^                 | 93,170^                 | 90,180^                       | 93,960                          | 99,260                         | 68,530                     | 17,420         | 17,590^    | 23,050^    |
| 2007（備註2） | 79,870^                | 97,030              | 63,600                  | 91,250                  | 86,600                        | 93,890                          | 100,200                        | 68,670                     | 17,690         | 17,280     | 23,290^    |
| 2008（備註1） | 79,560^                | 96,690              | 62,040                  | 86,870                  | 91,080                        | 93,530^                         | 99,600                         | 68,680                     | 17,690^        | 16,760     | 19,100     |
| 2009          | 94,900                 | 99,830              | 62,500^                 | 87,510^                 | 91,750^                       | 94,220^                         | 100,410                        | 67,090                     | 17,340         | 16,880     | 21,180     |
| 2010          | 96,570                 | 103,500             | 64,100^                 | 89,760^                 | 94,100^                       | 96,630^                         | 102,270                        | 67,850                     | 17,500^        | 17,310^    | 21,720^    |
| 2011          | 97,970^                | 105,180             | 65,030^                 | 91,060^                 | 95,470^                       | 91,850                          | 102,660                        | 67,280                     | 17,790         | 17,560^    | 22,030^    |
| 2012          | 97,030^                | 104,020             | 60,410                  | 89,700                  | 91,360                        | 90,060                          | 102,240                        | 66,240                     | 17,250         | 19,150     | 21,820^    |
| 2013          | 101,120^               | 107,720             | 66,530                  | 98,380                  | 96,060                        | 93,850^                         | 92,580                         | 61,560                     | 17,390^        | 18,170     | 30,910     |
| 2014          | 115,000                | 110,250             | 66,100^                 | 97,750^                 | 95,450^                       | 93,250^                         | 94,530                         | 65,180                     | 17,200^        | 18,050^    | 23,680     |

備註：
- 1.西北鐵路（即前西鐵綫）於2003年12月20日通車，並於2009年8月16日延長至紅磡為終點站。
- 2.西部通道於2007年7月通車。
- 3.青田交匯處擴闊工程於2008年完工，來回行車線各自由兩條改為三條。
- 4.屯門公路重建及改善工程於2008年5月陸續開展；同期青山公路擴建陸續完工。
- 5.汀九段近德福橋段曾於2009年至2014年第三季改為兩條行車線行車。
- 6.在2009年至2014年期間，部份路段實施多項交通改道措施，並有臨時車速限制，或會影響車流量。
- 7.屯門市中心段第三行車線及置樂花園輔助行車橋於2013年11月底通車，上述數字未能反映工程完成後車流量。

路面設計容車量：
- 三線及四線路段：每日最高111,800架次
- 雙線路段：每日最高78,000架次

## 外部連結
- 1976航拍屯門公路工程紀錄
- 香港巴士大典上的相关条目：屯門公路
- 香港道路大典上的相关条目：屯門公路

| 论 编 | 香港9號幹線 |  |
| |             |  |
| 城門隧道 – 象鼻山路 – 青山公路－荃灣段 – 屯門公路 – 藍地交匯處 – 元朗公路 – 青朗公路 – 新田公路 – 粉嶺公路 – 吐露港公路 – 大埔公路－沙田段 – 城門隧道公路 – 城門隧道 |             |  |
| |             |  |

22°21′57″N 114°02′49″E / 22.3658256°N 114.0469068°E